# Giorgi Kandelaki
Giorgi Kandelaki (georgisch გიორგი კანდელაკი; * 10. April 1974 in Gori, Georgische SSR, Sowjetunion) ist ein ehemaliger georgischer Schwergewichtsboxer.

## Amateur
Kandelaki gewann 1992 die Juniorenweltmeisterschaft in Montreal und 1993 die Europameisterschaft in Bursa im Schwergewicht (bis 91 kg). Bei den im selben Jahr in Tampere ausgetragenen Weltmeisterschaften schlug er unter anderem Bert Teuchert und drang bis in das Finale vor, trat allerdings zum Endkampf gegen Félix Savón nicht an und belegte somit den zweiten Platz.
Beim Weltcup-Turnier 1994 in Bangkok erreichte er nach einer Halbfinalniederlage gegen Savón einen dritten Rang. Im Kampf zuvor hatte er den Nigerianer Friday Ahunanya besiegt. Bei den Weltmeisterschaften 1995 in Berlin schied er nach einer weiteren kampflosen Niederlage gegen Savón im Viertelfinale aus.
Er nahm 1996 an den Olympischen Sommerspielen in Atlanta teil, schlug dort unter anderem Wojciech Bartnik, verlor dann im Viertelfinale nach Punkten erneut gegen Félix Savón. Bei den Europameisterschaften im dänischen Vejle schied er im Viertelfinale gegen Christophe Mendy aus.
Bei seinen dritten Weltmeisterschaften 1997 in Budapest trat er im Superschwergewicht an, konnte sich unter anderem gegen den deutschen Vertreter Vitali Boot, Jean-Francois Bergeron, Sjarhej Ljachowitsch und nicht ganz unumstritten im Finale gegen den Kubaner Alexis Rubalcaba durchsetzen und wurde Amateurweltmeister in der höchsten Gewichtsklasse.

## Profi
1998 begann Kandelaki seine Profikarriere in Großbritannien bei Panix Promotions, wo auch Lennox Lewis und Luan Krasniqi zu Beginn ihrer Karriere unter Vertrag standen. Er konnte aber trotz Siegen gegen namenlose Gegner nicht überzeugen. 2002 gewann er den unbedeutenden WBU-Titel. 2003 beendete er dann ungeschlagen nach einer Augenverletzung seine Karriere.
Nach seiner aktiven Laufbahn gründete er den nationalen Profi-Boxverband Georgiens und fungiert als dessen Präsident.